# Майами-Лейкс
Майами-Лейкс (англ. Miami Lakes) — муниципалитет, расположенный в округе Майами-Дейд (штат Флорида, США) с населением в 22 676 человек по статистическим данным переписи 2000 года.

## География
По данным Бюро переписи населения США муниципалитет Майами-Лейкс имеет общую площадь в 16,58 квадратных километров, из которых 15,54 кв. километров занимает земля и 1,04 кв. километров — вода. Площадь водных ресурсов округа составляет 6,27 % от всей его площади.
Муниципалитет Майами-Лейкс расположен на высоте 1 м над уровнем моря.

## Демография
| Год переписи        | Нас.  |  | %±    |
| ------------------- | ----- |  | ----- |
| 1980                | 9809  |  | —     |
| 1990                | 12750 |  | 30%   |
| 2000                | 22676 |  | 77,9% |
| 1980–2000 Источник: |       |  |       |

По данным переписи населения 2000 года в Майами-Лейкс проживало 22 676 человек, 6111 семей, насчитывалось 8248 домашних хозяйств и 9000 жилых домов. Средняя плотность населения составляла около 1367,67 человек на один квадратный километр. Расовый состав населённого пункта распределился следующим образом: 89,25 % белых, 2,80 % — чёрных или афроамериканцев, 0,14 % — коренных американцев, 2,20 % — азиатов, 0,03 % — выходцев с тихоокеанских островов, 2,71 % — представителей смешанных рас, 2,86 % — других народностей. Испаноговорящие составили 66,52 % от всех жителей.
Из 8248 домашних хозяйств в 37,7 % воспитывали детей в возрасте до 18 лет, 58,6 % представляли собой совместно проживающие супружеские пары, в 12,0 % семей женщины проживали без мужей, 25,9 % не имели семей. 20,8 % от общего числа семей на момент переписи жили самостоятельно, при этом 4,8 % составили одинокие пожилые люди в возрасте 65 лет и старше. Средний размер домашнего хозяйства составил 2,75 человек, а средний размер семьи — 3,21 человек.
Население муниципалитетапо возрастному диапазону по данным переписи 2000 года распределилось следующим образом: 25,1 % — жители младше 18 лет, 7,2 % — между 18 и 24 годами, 34,9 % — от 25 до 44 лет, 22,7 % — от 45 до 64 лет и 10,1 % — в возрасте 65 лет и старше. Средний возраст жителей составил 36 лет. На каждые 100 женщин в Майами-Лейкс приходилось 92,6 мужчин, при этом на каждые сто женщин 18 лет и старше приходилось 89,4 мужчин также старше 18 лет.
Средний доход на одно домашнее хозяйство составил 61 147 долларов США, а средний доход на одну семью — 68 431 доллар. При этом мужчины имели средний доход в 45 759 долларов США в год против 31 656 долларов среднегодового дохода у женщин. Доход на душу населения составил 61 147 долларов в год. 3,8 % от всего числа семей в населённом пункте и 4,9 % от всей численности населения находилось на момент переписи населения за чертой бедности, при этом 4,1 % из них были моложе 18 лет и 5,2 % — в возрасте 65 лет и старше.